# Корійсько-Касереська діоцезія
Ко́рійсько-Касе́реська діоцезія (лат. Dioecesis Cauriensis-Castrorum Caeciliorum; ісп. Diócesis de Coria-Cáceres) — діоцезія римського обряду Католицької церкви в Іспанії, з центрами у містах Корія і Касерес.  Входить до складу Меридо-Бадахоської церковної провінції. Суфраганна діоцезія Меридо-Бадахоської архідіоцезії. Заснована 9 квітня 1957 року. Голова — єпископ Корійський і Касереський. Центральні храми — Корійський і Касереський собори.  Площа — 10,052 км². Населення — 263,430 ос.; з них католики — 251,701 ос. (95.5%). Чинний голова — Франсіско Серро Чавес, єпископ Корійський і Касереський.

## Єпископи
- Франсіско Серро Чавес

## Статистика
Згідно з «Annuario Pontificio» і Catholic-Hierarchy.org:
| Рік  | Населення | Населення | Населення | Священики | Священики | Священики | Священики           | Диякони | Ченці    | Ченці | Парафії |
| Рік  | католики  | загалом   | %         | загалом   | секулярні | ченці     | вірних на священика | Диякони | чоловіки | жінки | Парафії |
| ---- | --------- | --------- | --------- | --------- | --------- | --------- | ------------------- | ------- | -------- | ----- | ------- |
| 1950 | 260.825   | 260.825   | 100,0     | 169       | 156       | 13        | 1.543               |         | 22       | 286   | 131     |
| 1970 | 260.770   | 260.770   | 100,0     | 220       | 194       | 26        | 1.185               |         | 34       | 398   | 150     |
| 1980 | 245.202   | 245.202   | 100,0     | 189       | 166       | 23        | 1.297               |         | 27       | 362   | 151     |
| 1990 | 236.000   | 237.000   | 99,6      | 185       | 160       | 25        | 1.275               |         | 29       | 330   | 157     |
| 1999 | 235.068   | 238.670   | 98,5      | 186       | 163       | 23        | 1.263               | 1       | 62       | 310   | 157     |
| 2000 | 241.846   | 248.752   | 97,2      | 189       | 163       | 26        | 1.279               | 1       | 59       | 301   | 158     |
| 2001 | 244.431   | 250.969   | 97,4      | 186       | 170       | 16        | 1.314               | 1       | 53       | 310   | 157     |
| 2002 | 242.962   | 252.606   | 96,2      | 182       | 164       | 18        | 1.334               | 1       | 54       | 305   | 157     |
| 2003 | 245.160   | 256.206   | 95,7      | 180       | 161       | 19        | 1.362               | 1       | 30       | 302   | 157     |
| 2004 | 252.010   | 264.090   | 95,4      | 183       | 162       | 21        | 1.377               | 1       | 32       | 307   | 159     |
| 2006 | 251.701   | 263.430   | 95,5      | 170       | 147       | 23        | 1.480               | 1       | 34       | 298   | 160     |
| 2013 | 248.097   | 251.160   | 98,8      | 179       | 151       | 28        | 1.386               | 7       | 35       | 270   | 161     |
| 2016 | 232.520   | 235.951   | 98,5      | 171       | 150       | 21        | 1.359               | 8       | 25       | 242   | 161     |